# Saint-André-d'Argenteuil
Pour les articles homonymes, voir Saint-André.
Saint-André-d'Argenteuil, auparavant Saint-André-Carillon, est une municipalité faisant partie de la municipalité régionale de comté (MRC) d'Argenteuil au Québec (Canada), dans la région administrative des Laurentides.

## Toponymie
Le toponyme de la municipalité provient, pour sa première composante, du nom du patron de l'Écosse, Saint André, les premiers colons dans la région étant des Écossais. La deuxième composante rappelle la seigneurie d'Argenteuil dont une partie du territoire couvrait la municipalité.

## Histoire
Lors de la constitution de la municipalité en 1999, la municipalité prend le nom de Saint-André-Carillon joignant la première partie des toponymes des anciennes municipalités de la paroisse de Saint-André-d'Argenteuil et du village de Saint-André-Est au nom du village de Carillon, la municipalité actuelle résultant de la fusion de ces trois municipalités. L'année suivante, en 2000, la nouvelle municipalité adopte le toponyme actuel. Le toponyme Saint-André-Est provient du nom du bureau de poste et de la gare autour desquels cette localité s'est développée. L'appellation Carillon provient du nom de Philippe Carion, sieur Dufresnoy, officier du régiment de Carignan.

## Géographie
La municipalité de Saint-André-d'Argenteuil borde la rive gauche de la rivière des Outaouais. Sur la rive opposée se trouvent les municipalités de Rigaud et Pointe-Fortune. Le territoire couvre une superficie totale de 101,9 km2 dont 97,8 km2 terrestres.
La majeure partie du territoire, soit 62 km2, est vouée à l'agriculture. 
La municipalité compte les deux villages, soit Carillon et de Saint-André-Est. La traverse Pointe-Fortune―Carillon relie Carillon à Pointe-Fortune sur la rive droite de l'Outaouais.

### Hydrographie
La rivière du Nord délimite le nord-ouest de la municipalité puis coule vers le sud-est jusqu'à sa confluence avec la rivière des Outaouais qui délimite le sud-ouest de la municipalité. Le lac des Deux-Montagnes délimite le sud de la municipalité, l'île de Carillon et l'île Paquin font partie de son territoire.
À partir de son crénon, dans le nord, la rivière Noire traverse le nord-est de la municipalité jusqu'à sa confluence avec la rivière Saint-Pierre donnant naissance à la rivière Rouge qui coule d'est en ouest jusqu'à sa confluence avec la rivière du Nord au sud du centre-ville.

## Démographie
| 1991  | 1996  | 2001  | 2006  | 2011  | 2016  | 2021  |
| ----- | ----- | ----- | ----- | ----- | ----- | ----- |
| 1 061 | 1 192 | 2 867 | 3 097 | 3 275 | 3 020 | 3 053 |

## Administration
Le mode d'élection est en bloc aux quatre ans et par division électorale (district). Pour les compétences intermunicipales, la municipalité est rattachée à la municipalité régionale de comté d'Argenteuil.
| Poste      | 2009-2013            | 2013-2017        | 2017-2021              |
| ---------- | -------------------- | ---------------- | ---------------------- |
| Maire      | André Jetté          | André Jetté      | Marc-Olivier Labelle   |
| District 1 | Roland Weightman     | Roland Weightman | Michael Steimer        |
| District 2 | Carol Prud'Homme     | Stephen Matthews | Marie-Pierre Chalifoux |
| District 3 | Marcel Yves Paré     | Jacques Decoeur  | Michel St-Jacques      |
| District 4 | Denis St-Jacques     | Denis St-Jacques | Catherine Lapointe     |
| District 5 | Marie-Josée Fournier | Marc Bertrand    | Marc Bertrand          |
| District 6 | Michel Larente       | Michel Larente   | Michel Larente         |

La population de la municipalité est représentée à l'Assemblée nationale du Québec par le député de la circonscription d'Argenteuil.
| Saint-André-d'Argenteuil Maires depuis 2003                                                                          |                      |         |          |
| Élection | Maire                | Qualité | Résultat |
| 2003 | Daniel Beaulieu      |         | Voir     |
| 2005 | Daniel Beaulieu      | Voir    |          |
| 2009 | André Jetté          |         | Voir     |
| 2013 | André Jetté          | Voir    |          |
| 2017 | Marc-Olivier Labelle |         | Voir     |
| 2021 | Stephen Matthews     |         | Voir     |
| Élection partielle en italique Depuis 2005, les élections sont simultanées dans toutes les municipalités québécoises |                      |         |          |

## Éducation
La Commission scolaire de la Rivière-du-Nord administre les écoles francophones.
La Commission scolaire Sir Wilfrid Laurier administre les écoles anglophones:
- École primaire Laurentian à Lachute[9]
- École secondaire Laurentian Regional (en) à Lachute[10]

## Culture
- Musée régional de Saint-André-d'Argenteuil

## Société

### Personnalités
- John Joseph Caldwell Abbott, maire de Montréal et 3e Premier ministre du Canada, le premier né en sol canadien.
- Maude Abbott, arrière-petite-fille de John Abbott, spécialiste des maladies cardiovasculaires congénitales et une des premières femmes canadiennes à obtenir un diplôme universitaire de troisième cycle en médecine.
- François-Xavier Brunet (1868-1922), premier évêque de Mont-Laurier.
- Gilbert Rozon, fondateur du festival québécois ''Juste pour rire''.
- Mark Weightman, président des Alouettes de Montréal.